# Парлоу, Кэтлин
Кэтлин Парлоу (англ. Kathleen Parlow; 20 сентября 1890, Калгари — 19 августа 1963, Оквилл, Онтарио) — канадская скрипачка-виртуоз конца XIX — первой половины XX века.

## Биография
Кэтлин Парлоу начала брать уроки игры на скрипке в Сан-Франциско в четыре года, а в шесть уже дала свой первый сольный концерт. Её учителем до 14 лет был английский скрипач и композитор Генри Холмс, сам ученик Луи Шпора. Благодаря связям Холмса, в 15 лет Кэтлин уже давала концерты в таких местах, как Букингемский дворец и Уигмор-холл. В 1906 году она с матерью отправилась в Санкт-Петербург, чтобы брать уроки у Леопольда Ауэра, и осенью того же года стала первой иностранной учащейся Санкт-Петербургской консерватории. Во время учёбы она давала рециталы в Санкт-Петербурге и Гельсингфорсе.

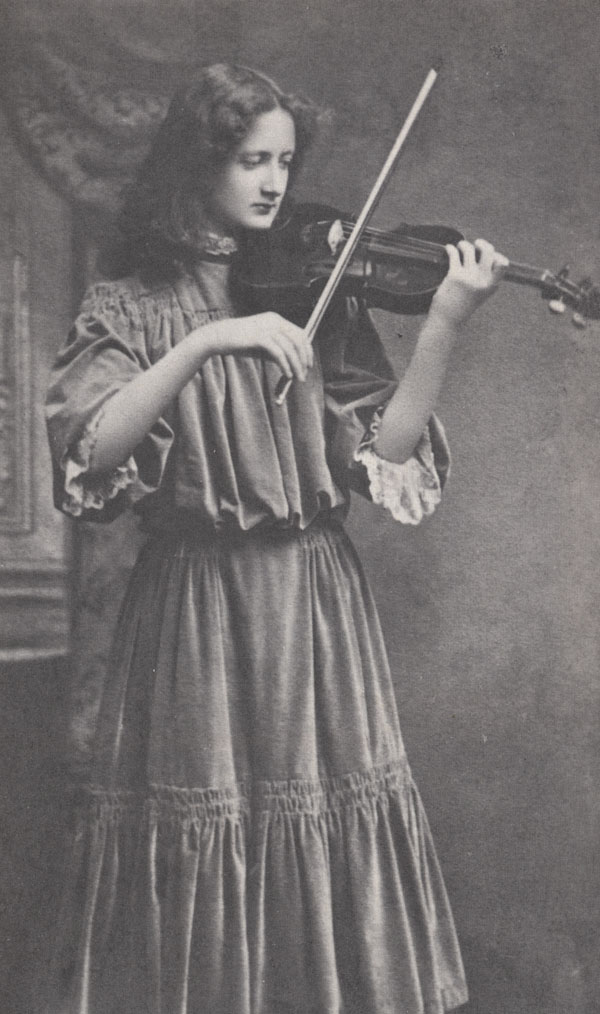
Кэтлин Парлоу (1905, Лондон)

С 1907 года Парлоу начинает профессиональные гастроли с выступления в Берлине. До 1915 года она дала почти 400 концертов, каждое лето составляя с Ауэром новый репертуар. Уже в 1907 году по просьбе Глазунова, тогдашнего директора Санкт-Петербургской консерватории, она исполнила его концерт на фестивале в Остенде. Она выступала в Нидерландах, скандинавских странах (где получила от норвежского мецената скрипку Гварнери), США, Канаде. С 1912 года она часто выступает вместе с пианистом Эрнесто Консоло. В том же году она поселяется в Мелдрете, около Кембриджа, остававшемся местом её постоянного проживания в промежутках между гастролями до 1925 года.
После Первой мировой войны Парлоу совершает турне по США и странам Восточной Азии. С 1926 по 1936 год она живёт в Сан-Франциско, где, начиная с 1927 года, занимается преподаванием музыки. До 1936 года она преподает в Миллс-колледже (Окленд, Калифорния), а с 1935 года в Питтсфилде (Массачусетс). Её последние сольные гастроли состоялись в 1929 году в Мексике.
С 1936 по 1940 год Парлоу живёт в Нью-Йорке. В 1939 и 1940 годах она дала цикл лекций-рециталов в Торонто и была приглашена на преподавательскую работу в Торонтскую консерваторию. В период преподавания в Торонто Парлоу выступала в концертах в дуэте с Эрнестом Макмилланом, Лео Баркином или Марио Бернарди, в составе Канадского трио или созданного ей Струнного квартета Парлоу. В 1959 году она возглавила струнное отделение Музыкального колледжа Лондона (Онтарио).
Кэтлин Парлоу умерла в 1963 году.
После её смерти была учреждена стипендия её имени в Университете Торонто. В 1982 году на CBC вышла радиопередача в трех частях, посвященная Парлоу, а в 1986 году служба международного вещания Канадского радио подготовила программу из произведений в её исполнении, дополненную записью её интервью.

## Творчество
Игра Парлоу отличалась сильным и чистым тоном, мягкими легато (по словам одного из слушателей, она «как будто играла восьмифутовым смычком») и легкостью в технически сложных эпизодах. Её репертуар был обширным: как указывает Канадская энциклопедия, Парлоу за карьеру успела исполнить все значительные скрипичные произведения, написанные к тому времени.